# Okręg wojskowy (III Rzesza)

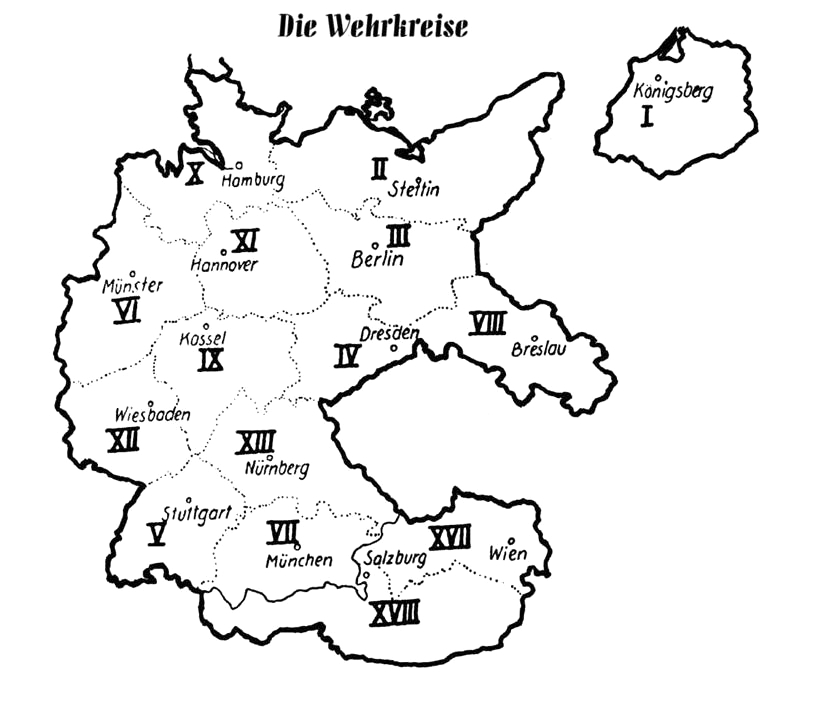
Okręgi wojskowe Rzeszy Niemieckiej (1938)

Republika Weimarska 1919-1937

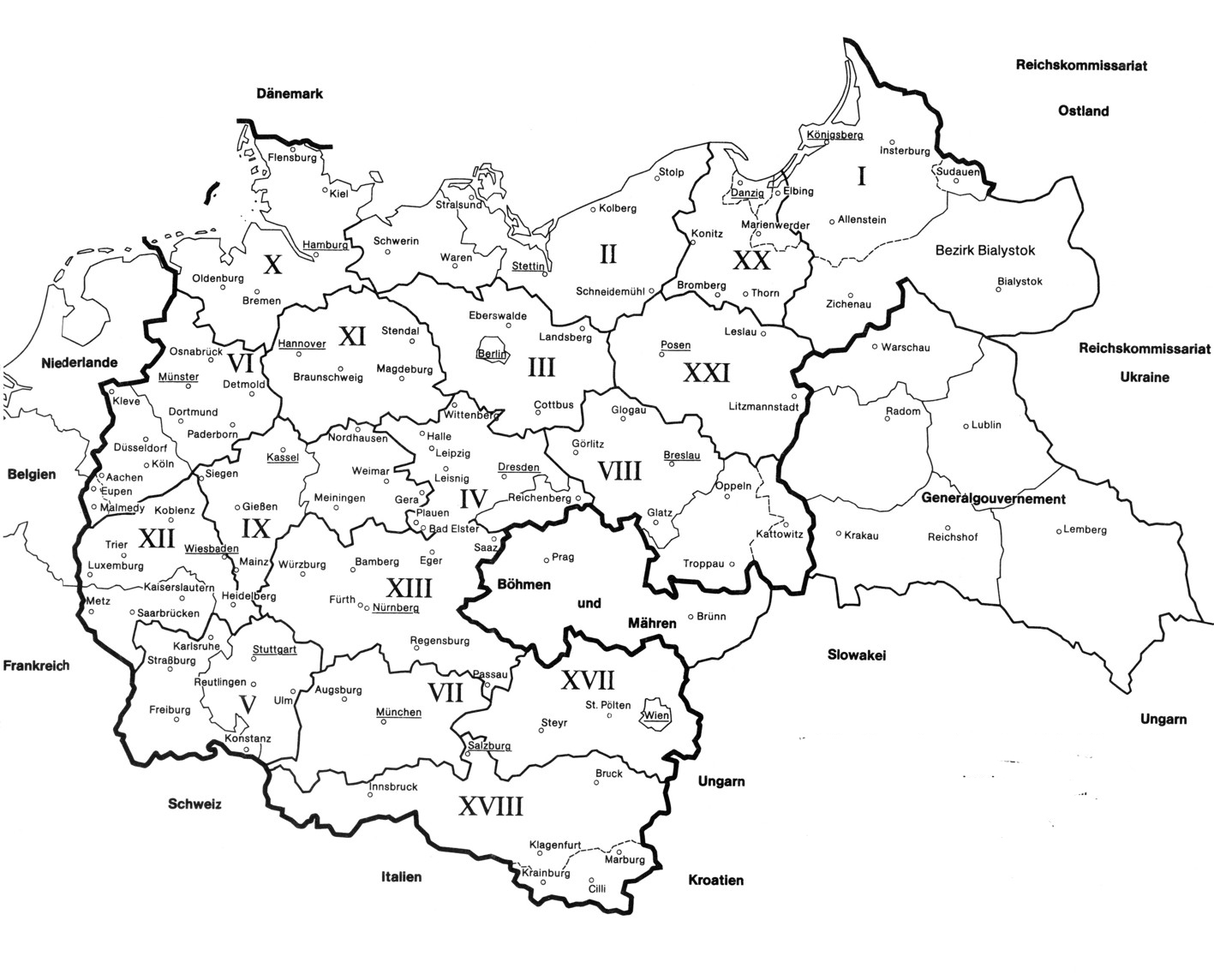
Okręgi wojskowe w 1944 r.

Okręg wojskowy (niem. Wehrkreis (WK)) – część terytorium Republiki Weimarskiej i późniejszej Rzeszy niemieckiej, w których odbywała się rekrutacja, zaciąg i szkolenie żołnierzy dla Reichswehry i Wehrmachtu. Okręgi odpowiadały za przeprowadzenie mobilizacji poszczególnych dywizji oraz stałe zapewnianie im przygotowanych do służby rezerw.
System okręgów wojskowych funkcjonował od 1919 r. Liczba okręgów wojskowych zmieniała się od siedmiu w 1932 r. do dziewiętnastu w 1943 r. Początkowo okręgi wojskowe podlegały Oberkommando des Heeres, w sierpniu 1939 r. powołano Armię Rezerwową, która zajęła się nadzorowaniem i koordynacją ich pracy. Wehrkreise odpowiadały także za odbudowę i wyposażenie wykrwawionych dywizji, przeprowadzały również kolejne fale mobilizacji i zajmowały się tworzeniem nowych jednostek wojskowych.
W większości okręgów wojskowych (Wehrkreise) znajdowało się od jednej do kilku dywizji zapasowych podlegających Armii Rezerwowej. Ich celem było szkolenie pozyskiwanych podczas kolejnych fal mobilizacyjnych rekrutów, działały tam szkoły wszystkich rodzajów wojsk, kursy podoficerskie i oficerskie. Dywizje zapasowe wystawiały nowe jednostki i wysyłały uzupełnienia do istniejących. W dniu 10 czerwca 1944 r. na terenie wszystkich okręgów wojskowych działały 33 zapasowe dywizje piechoty i jedna pancerna. W końcowej fazie wojny większość dywizji zapasowych przekształcono w jednostki liniowe i użyto w czasie walk.
System okręgów wojskowych umożliwił sprawne funkcjonowanie machiny wojennej III Rzeszy, w latach 1935–1944 zapewnił wzrost armii od 100 tys. żołnierzy do ponad 4 mln, przy jednoczesnych stratach ok. 2 mln.
Lista okręgów wojskowych (1944)
| Okręg wojskowy           | Teren                                                           | Kwatera główna |
| I                        | Prusy Wschodnie                                                 | Królewiec      |
| II                       | Pomorze, Meklemburgia                                           | Szczecin       |
| III                      | Stara Marchia, Nowa Marchia, Brandenburgia                      | Berlin         |
| IV                       | Saksonia, wschodnia Turyngia, północne Czechy                   | Drezno         |
| V                        | Alzacja, Badenia, Wirtembergia                                  | Stuttgart      |
| VI                       | Westfalia, północna Nadrenia, wschodnia Belgia                  | Münster        |
| VII                      | południe Bawarii                                                | Monachium      |
| VIII                     | Śląsk, Kraj Sudetów                                             | Wrocław        |
| IX                       | Hesja, zachodnia Turyngia                                       | Kassel         |
| X                        | Szlezwik-Holsztyn, północ prowincji Hanower                     | Hamburg        |
| XI                       | Brunszwik, Anhalt, południowa prowincja Hanower                 | Hanower        |
| XII                      | południe Nadrenia, Lotaryngia, Palatynat, Luksemburg            | Wiesbaden      |
| XIII                     | północna Bawaria, zachodnie Czechy                              | Norymberga     |
| XVII                     | północna Austria, południowy Kraj Sudetów                       | Wiedeń         |
| XVIII                    | południowa Austria, północna Słowenia                           | Salzburg       |
| XX                       | Wolne Miasto Gdańsk, Korytarz Polski, zachodnie Prusy Wschodnie | Gdańsk         |
| XXI                      | Zachodnia Polska                                                | Poznań         |
| Czechy i Morawy          | Protektorat Czech i Moraw                                       | Praga          |
| Generalne Gubernatorstwo | zajęte polskie miejscowości                                     | Kraków         |

Oprócz okręgów wymienionych w tabeli do 1939 r. istniały trzy okręgi wojskowe bez przydziału terytorialnego, funkcjonujące jako specjalne dowództwa. Wehrkreis XIV szkolił i organizował dywizje zmotoryzowane, Wehrkreis XV dywizje lekkie piechoty a Wehrkreis XV dywizje pancerne. W połowie 1939 r. przekształcono je w dowództwa korpusów i armii.